# Motta dei Cunici
Motta dei Cunici est une île de la lagune de Venise, en Italie.